# Fennville
Fennville je město v okrese Allegan County ve státě Michigan ve Spojených státech amerických. K roku 2010 zde žilo 1 398 obyvatel. S celkovou rozlohou 2,87 km² byla hustota zalidnění 587,1 obyvatel na km².